# Резня в школе
«Резня в школе» (англ. Slaughter High, также «Бойня в школе» и «Первое апреля») — слэшер режиссёров Джорджа Дагдэйла, Марка Эзры и Питера Маккензи Литтена. Премьера фильма состоялась 14 ноября 1986 года. Симон Скуддамор, исполнивший роль убийцы, покончил жизнь самоубийством, приняв смертельную дозу героина, за два года до премьеры фильма. В данный момент фильм является примером фильмов с нулевым рейтингом на Rotten Tomatoes

## Сюжет
На первое апреля в средней школе округа Додсвилль группа одноклассников решила разыграть скромного парня недотёпу Марти из их класса — самая красивая девушка класса пригласила Марти в женскую душевую под предлогом заняться с ним сексом. Когда Марти уже весь был раздет, открылась дверь душевой кабинки, где находились шутники, и сняли всё это на видеокамеру. Однако вскоре пришёл тренер и разогнал всех шутников. Но парочка ярых приколистов не успокоилась и решила разыграть Марти ещё раз, в результате розыгрыша у Марти обгорело лицо в химической лаборатории.
Спустя пять лет все шутники были приглашены на встречу выпускников школы, которую вскоре собирались сносить. Придя на собрание, они обнаружили, что являются единственными приглашёнными, а пригласил их естественно сам Марти для того, чтобы отомстить.

## В ролях
- Симон Скуддамор — Марти Ранцен, убийца в маске смеющегося клоуна
- Кэролайн Монро — Кэррол Меннинг
- Кармине Яннакконе — Скип Поллак
- Донна Йеджер — Стелла
- Гари Мартин — Джо
- Билли Хартман — Фрэнк
- Майкл Саффран — Тед Харрисон
- Джон Сигал — Карл Путни
- Келли Бейкер — Нэнси
- Салли Кросс — Сьюзен
- Жозефина Сканди — Ширли
- Марк Смит — тренер
- Дик Рэндалл — Мэнни
- Джон Кларк — Дигби

## Производство

### Создание
Первоначально фильм был снят под названием «День дурака» ("April Fool's Day") в конце 1984 года в Лондоне, а также в деревне Верджиния-Уотер, графство Суррей, с бюджетом в 2,1 миллиона долларов. Тем не менее, позднее название было изменено на «Резня в школе» ("Slaughter High") после того, как создатели фильма узнали о слэшере Paramount Pictures с таким же названием, выход которого был запланирован на тот же год. 

### Убийства в фильме
Большинство убийств в фильме совершены характерными для жанра слэшер способами — с использованием колюще-режущих орудий. Однако в фильме присутствуют и смерти, совершённые неординарными средствами — с помощью ванны, в которую вливается кислота; с помощью кровати, посылающей смертельный электрический разряд; посредством отравленного пива.

## Релиз

### Кинопрокат
Фильм был выпущен ограниченным тиражом в кинотеатрах Соединённых Штатов компанией Vestron Pictures 14 ноября 1986 года. Более широкий прокат прошёл в феврале 1987 года, и снова в апреле 1987 года; 24 апреля 1987 года премьера состоялась на тридцати восьми экранах, а сборы составили 90 тысяч долларов в период с 24 по 27 апреля.

### Домашний релиз
Картина была выпущена Vestron International под названием «День дурака» ("April Fool's Day") на VHS в Японии и на DVD в Великобритании компанией Arrow Video. На сегодняшний день это единственные страны, которые выпустили фильм на носителях под оригинальным названием.
15 апреля 2009 года фильм был выпущен Lionsgate на DVD как часть «Утерянной коллекции», которая содержит безымянный полноэкранный VHS-принт. Он был переиздан 4 января 2011 года в наборе «Коллекция из 4 фильмов» вместе с фильмами «Мой лучший друг — вампир», «Рецидив» и «Тихая ночь, смертельная ночь 3: Лучше поберегись!». Arrow Video выпустили DVD «Special Edition» в Великобритании в июле 2011 года. Lionsgate вновь выпустил фильм на DVD в 2012 году в виде набора DVD с восемью фильмами ужасов, который также включает в себя «Класс 1999», «Музей восковых фигур», «Телефон дьявола 2», «Слуга дьявола», «Каннибалы-гуманоиды из подземелий 2», «Гоблины 3: Гоблины отправляются в колледж» и «Роботы-убийцы».
Под новой серией Vestron Video Collector's компания Lionsgate впервые выпустила фильм на Blu-ray 31 октября 2017 года.

## Критика
Кевин Томас из Los Angeles Times положительно отозвался о фильме, отметив: «Примитивный фильм „Резня в школе“ — одна из лучших картинок в жанре ужасов и мести среди подростков», добавив, что фильм «извлекает большую выгоду из его подлинной обстановки, большого, старого заброшенного школьного здания исполненного в стиле Тюдоров в отдалённом районе. От этого на самом деле становится довольно страшно, а спецэффекты имеют мрачно-комический контекст, что можно сравнить с театром Гран-Гиньоль». Терри Лоусон из Dayton Daily News раскритиковал фильм, выделив особенно попытки английских актёров изобразить американский акцент. 
Фильм в настоящее время имеет рейтинг одобрения 0% на сайте агрегатора Rotten Tomatoes.